# Pieczarka różowoblaszkowa
Pieczarka różowoblaszkowa (Agaricus rusiophyllus Lasch) – gatunek grzybów z rodziny pieczarkowatych (Agaricaceae).

## Systematyka i nazewnictwo
Pozycja w klasyfikacji według Index Fungorum: Agaricaceae, Agaricales, Agaricomycetidae, Agaricomycetes, Agaricomycotina, Basidiomycota, Fungi.
Po raz pierwszy opisał go w 1828 r. Wilhelm Gottlob Lasch i nadana przez niego nazwa naukowa jest ważna. Synonimy naukowe:
- Agaricus comtulus var. rusiophyllus (Lasch) Konrad & Maubl. 1927
- Agaricus rusiophyllus var. comtulus Wasser 1980
- Fungus rusiophyllus (Lasch) Kuntze 1898
- Psalliota rusiophylla (Lasch) J. Schröt. 1889[2].

Polską nazwę podał Stanisław Domański w 1955 r.

## Morfologia
Kapelusz
Mięsisty, o średnicy tylko 2–3,5 cm, początkowo szeroko stożkowaty, ale wkrótce płaski, na koniec z tępym garbkiem na środku. Powierzchnia jednolitej barwy, nieco nieczysto biała, nigdy nie tak biała, jak u pieczarki malutkiej (Agaricus comtulus). U starszych okazów i przy deszczowej pogodzie górna część kapelusza jest zwykle mniej lub bardziej wyraźnie cielista, a brzeg często ulega odbarwieniu. Starsze okazy stają się lekko ochrowożółte, podobnie jak dolna połowa trzonu.
Blaszki
Wąskie, początkowo białawe, ale szybko stają się czysto cielisto-różowe, lecz mniej intensywnie i zauważalnie bledsze niż u pieczarki malutkiej. W miarę starzenia się nabierają wyraźnego odcienia szarości.
Trzon
Wysokość 4–5 cm, grubość 0,2–0,3 cm, cylindryczny, przy samej podstawie dość nagle rozszerzony w bulwę, osiągającą średnicę około 5 mm. Wcześnie staje się pusty na całej długości i jest wtedy dość kruchy. Na trzonie kilka kawałków wąskiego, łatwo zanikającego pierścienia.

## Występowanie i siedlisko
Podano stanowiska Agaricus rusiophyllus głównie w Europie, poza nią pojedyncze na Kamczatce i w Ameryce Północnej. W Polsce w 2003 r. Władysław Wojewoda przytoczył 3 stanowiska, w następnych latach podano następne. Na Czerwonej liście roślin i grzybów Polski ma status V – gatunku, który zapewne w najbliższej przyszłości przesunie się do kategorii wymierających, jeśli nadal będą działać czynniki zagrożenia.
Naziemny grzyb saprotroficzny występujący w liściastych lasach, zwłaszcza w lasach nadrzecznych, nad brzegami jezior. W Polsce owocniki głównie od czerwca do września.